# Gonzalo Rubalcaba
Gonzalo Rubalcaba født (Gonzalo Julio Gonzalez Fonesca) (27 maj 1963 i Havanna på Cuba) er en cubansk pianist og komponist. 
Rubalcaba kommer fra en musikalsk familie med rige traditioner i den cubanske musik. 
Han har spillet med Charlie Haden, Jack DeJohnette, Dizzy Gillespie, Ignacio Berroa, Al Di Meola, Dave Holland, Dennis Chambers, Chick Corea, John Patitucci, Ron Carter, Horacio Hernandez og Brian Bromberg etc.
Rubalcaba der er en fænomenal teknisk begavet pianist, har indspillet en lang række plader i eget navn, bl.a. på selskabet Blue Note.
Han emigrerede til USA i 1996, hvor han siden har boet. 

## Udvalgt Diskografi
- Live In Havana
- The Blessing
- Images: Live at MT. Fuji
- Imagine
- Diz
- Concatenacion
- Antiguo
- Inner Voyage
- Supernova
- Nocturne